# Югтранзитсервис
ОАО «Югтранзитсервис» (ЮТС) — российская агропромышленная компания, один из ведущих экспортёров зерна в стране. Штаб-квартира — в Таганроге.
Основана в 1997 году.

## Собственники и руководство
Акционеры компании — ITF Group (100 %)
Генеральный директор — Александр Глазков (с октября 2007 года). Председатель совета директоров — Григорий Садыков.

## Деятельность
Компания специализируется на экспорте зерна и производстве сельскохозяйственной продукции. Площадь сельскохозяйственных угодий, по данным на июль 2006 года, составляет 129 600 га в России и на Украине. Владеет тремя зерновыми линейными элеваторами в Ростовской области (общая мощность — 405 000 т), двумя портовыми элеваторами (мощность каждого — 81 000 т) и терминалом по погрузке нефтепродуктов на морские суда (мощность — 1 млн т в год) в Таганроге.
Является совладельцем 19 агропромышленных хозяйств в Ростовской области и владельцем нефтебазы «Курганнефтепродукт», компании-судовладельца и системы онлайн-бронирования авиабилетов avantix.ru.
По итогам 2005/2006 зернового года «Югтранзитсервис» оценивал свою долю в экспорте российского зерна в 8,5 % (второе место в стране).
Выручка по данным компании в 2006 году — $544 млн, в 2005 году — $446,6 млн.